# Astragalus gypsicola
Astragalus gypsicola es una especie de planta del género Astragalus, de la familia de las leguminosas, orden Fabales.

## Distribución
Astragalus gypsicola se distribuye por Irán.

## Taxonomía
Fue descrita científicamente por A. A. Maassoumi & Mozaffarian.